# Premi Oscar 1954
La 26ª edizione della cerimonia di premiazione dei Premi Oscar si è tenuta il 25 marzo 1954 a Los Angeles, al RKO Pantages Theatre, condotta dall'attore Donald O'Connor.

## Vincitori e candidati
Vengono di seguito indicati in grassetto i vincitori. Dove ricorrente e disponibile, viene indicato il titolo in lingua italiana e quello in lingua originale tra parentesi.

### Miglior film
- Da qui all'eternità (From Here to Eternity), regia di Fred Zinnemann
- Giulio Cesare (Julius Caesar), regia di Joseph L. Mankiewicz
- La tunica (The Robe), regia di Henry Koster
- Vacanze romane (Roman Holiday), regia di William Wyler
- Il cavaliere della valle solitaria (Shane), regia di George Stevens

### Miglior regia
- Fred Zinnemann - Da qui all'eternità (From Here to Eternity)
- Charles Walters - Lili
- William Wyler - Vacanze romane (Roman Holiday)
- George Stevens - Il cavaliere della valle solitaria (Shane), regia di George Stevens)
- Billy Wilder - Stalag 17

### Miglior attore protagonista
- William Holden - Stalag 17
- Marlon Brando - Giulio Cesare (Julius Caesar)
- Richard Burton - La tunica (The Robe)
- Montgomery Clift - Da qui all'eternità (From Here to Eternity)
- Burt Lancaster - Da qui all'eternità (From Here to Eternity)

### Migliore attrice protagonista
- Audrey Hepburn - Vacanze romane (Roman Holiday)
- Leslie Caron - Lili
- Ava Gardner - Mogambo
- Deborah Kerr - Da qui all'eternità (From Here to Eternity)
- Maggie McNamara - La vergine sotto il tetto (The Moon Is Blue)

### Miglior attore non protagonista
- Frank Sinatra - Da qui all'eternità (From Here to Eternity)
- Eddie Albert - Vacanze romane (Roman Holiday)
- Brandon De Wilde - Il cavaliere della valle solitaria (Shane)
- Jack Palance - Il cavaliere della valle solitaria (Shane)
- Robert Strauss - Stalag 17

### Migliore attrice non protagonista
- Donna Reed - Da qui all'eternità (From Here to Eternity)
- Grace Kelly - Mogambo
- Geraldine Page - Hondo
- Marjorie Rambeau - La maschera e il cuore (Torch Song)
- Thelma Ritter - Mano pericolosa (Pickup on South Street)

### Miglior sceneggiatura
- Daniel Taradash - Da qui all'eternità (From Here to Eternity)
- Eric Ambler - Mare crudele (The Cruel Sea)
- Helen Deutsch - Lili
- Ian McLellan Hunter e John Dighton - Vacanze romane (Roman Holiday)
- A. B. Guthrie Jr. - Il cavaliere della valle solitaria (Shane)

### Migliori soggetto e sceneggiatura
- Charles Brackett, Walter Reisch e Richard Breen - Titanic
- Betty Comden e Adolph Green - Spettacolo di varietà (The Band Wagon)
- Richard Murphy - I topi del deserto (The Desert Rats)
- Sam Rolfe e Harold Jack Bloom - Lo sperone nudo (The Naked Spur)
- Millard Kaufman - Femmina contesa (Take the High Ground)

### Miglior soggetto
- Dalton Trumbo - Vacanze romane (Roman Holiday)
- Beirne Lay, Jr. - Il prezzo del dovere (Above and Beyond)
- Alec Coppel - Il paradiso del Capitano Holland (The Captain's Paradise)
- Louis L'Amour - Hondo
- Ray Ashley, Morris Engel e Ruth Orkin - Il piccolo fuggitivo (Little Fugitive)

### Miglior fotografia
- Bianco e nero

- Burnett Guffey - Da qui all'eternità (From Here to Eternity)
- Hal Mohr - Letto matrimoniale (The Four Poster)
- Joseph Ruttenberg - Giulio Cesare (Julius Caesar)
- Joseph C. Brun - Martin Lutero (Martin Luther)
- Franz Planer e Henri Alekan - Vacanze romane (Roman Holiday)

- Colore

- Loyal Griggs - Il cavaliere della valle solitaria (Shane)
- George Folsey - I fratelli senza paura (All the Brothers Were Valiant)
- Edward Cronjager - Tempeste sotto i mari (Beneath the 12-Mile Reef)
- Robert Planck - Lili
- Leon Shamroy - La tunica (The Robe)

### Miglior scenografia
- Bianco e nero

- Cedric Gibbons, Edward Carfagno, Edwin B. Willis e Hugh Hunt - Giulio Cesare (Julius Caesar)
- Fritz Maurischat e Paul Markwitz - Martin Lutero (Martin Luther)
- Lyle Wheeler, Leland Fuller e Paul S. Fox - Schiava e signora (The President's Lady)
- Hal Pereira e Walter Tyler - Vacanze romane (Roman Holiday)
- Lyle Wheeler, Maurice Ransford e Stuart Reiss - Titanic

- Colore

- Lyle Wheeler, George W. Davis, Walter M. Scott e Paul S. Fox - La tunica (The Robe)
- Alfred Junge, Hans Peters e John Jarvis - I cavalieri della tavola rotonda (Knights of the Round Table)
- Cedric Gibbons, Paul Groesse, Edwin B. Willis e Arthur Krams - Lili
- Cedric Gibbons, Preston Ames, Edward Carfagno, Gabriel Scognamillo, Edwin B. Willis, Keogh Gleason, Arthur Krams e Jack D. Moore - :Storia di tre amori (The Story of Three Loves)
- Cedric Gibbons, Urie McCleary, Edwin B. Willis e Jack D. Moore - La regina vergine (Young Bess)

### Migliori costumi
- Bianco e nero
  - Edith Head - Vacanze romane (Roman Holiday)
  - Walter Plunkett - L'attrice (The Actress)
  - Helen Rose e Herschel McCoy - La sposa sognata (Dream Wife)
  - Charles LeMaire e Renié - Schiava e signora (The President's Lady)
  - Jean Louis - Da qui all'eternità (From Here to Eternity)

- Colore
  - Charles LeMaire e Emile Santiago - La tunica (The Robe)
  - Mary Ann Nyberg - Spettacolo di varietà (The Band Wagon)
  - Irene Sharaff - Chiamatemi Madame (Call Me Madam)
  - Charles LeMaire e Travilla - Come sposare un milionario (How To Marry a Millionaire)
  - Walter Plunkett - La regina vergine (Young Bess)

### Migliori effetti speciali
- Paramount Studio - La guerra dei mondi (The War of the Worlds)

### Miglior montaggio
- William Lyon - Da qui all'eternità (From Here to Eternity)
- Irvine "Cotton" Warburton - Crazylegs
- Otto Ludwig - La vergine sotto il tetto (The Moon Is Blue)
- Robert Swink - Vacanze romane (Roman Holiday)
- Everett Douglas - La guerra dei mondi (The War of the Worlds)

### Miglior sonoro
- John P. Livadary e Columbia Studio Sound Department - Da qui all'eternità (From Here to Eternity)
- William A. Mueller e Warner Bros. Studio Sound Department - Non sparare, baciami! (Calamity Jane)
- Loren L. Ryder e Paramount Studio Sound Department - La guerra dei mondi (The War of the Worlds)
- A. W. Watkins e Metro-Goldwyn-Mayer Studio Sound Department - I cavalieri della tavola rotonda (Knights of the Round Table)
- Leslie I. Carey e Universal-International Studio Sound Department - L'avventuriero della Luisiana (The Mississippi Gambler)

### Migliore colonna sonora
- Film musicale

- Alfred Newman - Chiamatemi Madame (Call Me Madam)
- Adolph Deutsch - Spettacolo di varietà (The Band Wagon)
- Ray Heindorf - Non sparare, baciami! (Calamity Jane)
- Frederick Hollander e Morris Stoloff - Le 5.000 dita del Dr. T (The 5,000 Fingers of Dr. T)
- André Previn e Saul Chaplin - Baciami Kate! (Kiss Me Kate):

- Film drammatico o commedia

- Bronislau Kaper - Lili
- Hugo Friedhofer - Il prezzo del dovere (Above and Beyond)
- Morris Stoloff e George Duning - Da qui all'eternità (From Here to Eternity)
- Miklós Rózsa - Giulio Cesare (Julius Caesar)
- Louis Forbes - This Is Cinerama:

### Miglior canzone
- Secret Love, musica di Sammy Fain e testo di Paul Francis Webster - Non sparare, baciami! (Calamity Jane)
- The Moon Is Blue, musica di Herschel Burke Gilbert, testo di Sylvia Fine - La vergine sotto il tetto (The Moon Is Blue)
- My Flaming Heart, musica di Nicholas Brodszky, testo di Leo Robin - Amore provinciale (Small Town Girl)
- Sadie Thompson's Song (Blue Pacific Blues), musica di Lester Lee testo di Ned Washington - Pioggia (Miss Sadie Thompson)
- That's Amore, musica di Harry Warren, testo di Jack Brooks - Occhio alla palla (The Caddy)

### Miglior documentario
- Deserto che vive (The Living Desert), regia di James Algar
- The Conquest of Everest, regia di George Lowe
- A Queen Is Crowned, regia di Christopher Fry

### Miglior cortometraggio
- The Merry Wives of Windsor Overture, regia di Johnny Green
- Christ Among the Primitives, regia di Vincenzo Lucci Chiarissi
- Herring Hunt, regia di Boris Vermont
- Joy of Living, regia di Vincenzo Lucci Chiarissi
- Wee Water Wonders, regia di Jack Eaton

### Miglior cortometraggio a 2 bobine
- Il paese degli orsi (Bear Country), regia di James Algar
- Ben and Me, regia di Hamilton Luske
- Return to Glennascaul, regia di Hilton Edwards
- Vesuvius Express, regia di Otto Lang
- Winter Paradise, regia di John Jay

### Miglior cortometraggio documentario
- Cacciatori eschimesi (The Alaskan Eskimo), regia di James Algar
- The Living City, regia di John Barnes
- Operation Blue Jay, regia di United States Army Signal Corps
- They Planted a Stone, regia di James Carr
- The Word, regia di John Healy e John Adams

### Miglior cortometraggio d'animazione
- Tà-tà tì-tì zin-zin bum (Toot, Whistle, Plunk and Boom), regia di Ward Kimball e Charles A. Nichols
- Christopher Crumpet, regia di Robert Cannon
- From A to Z-Z-Z-Z, regia di Chuck Jones
- Il tappetorso (Rugged Bear), regia di Jack Hannah
- The Tell Tale Heart, regia di Ted Parmelee

## Premi speciali

### Premio alla carriera
- Pete Smith per la sua arguta e pungente osservazione della scena americana nella sua serie Pete Smith Specialties.
- 20th Century-Fox Film Corporation in riconoscimento all'immaginazione, alla presentazione e alla previdenza nell'introdurre il rivoluzionario processo noto come Cinemascope.
- Joseph I. Breen per la sua consapevole, aperta e nobile gestione del Motion Picture Production Code.
- Bell and Howell Company per i loro pionieristici e basilari risultati nello sviluppo dell'industria cinematografica.

### Premio alla memoria Irving G. Thalberg
- George Stevens